# Bulukidul
Bulukidul is een bestuurslaag in het regentschap Ponorogo van de provincie Oost-Java, Indonesië. Bulukidul telt 967 inwoners (volkstelling 2010).